# 김자영 (방송인)
김자영(1964년 6월 1일 ~ )은 KBS 한국방송공사 아나운서를 지낸 프리랜서 아나운서이다.
1993년 김민석과 결혼해 1남 1녀를 뒀지만, 2014년 12월 이혼했다. 2014년 10월 김자영이 이혼 소송을 제기했고, 2개월 후 김민석이 이혼에 합의하면서 법원 조정을 통해 이혼이 성립됐다.

## 경력
- 1987년 KBS 한국방송공사 아나운서.
- 1997년 프리랜서 아나운서 선언.
- 1999년 숙명여대 겸임교수.

## 학력
- 서울대학교 영어영문학과 학사
- 미국 하버드 대학교 대학원 행정학 석사

## 진행

### TV 프로그램
- 1988년 KBS1《길창덕의 사랑방》
- 1989년 KBS2 《가족오락관》
- 1991년 KBS2《생방송 전국은 지금》
- 1992년 KBS1《제13회 청룡영화상》

### 라디오 프로그램
- 1997년 6월 30일 ~ 1998년 12월 31일 SBS 러브FM 《792 뉴스대행진》

## 같이 보기
- 나웅배
- 이종찬
- 김동건
- 박찬종
- 최영한